# Convention d'indemnisation directe et de renonciation à recours en dégâts des eaux
 (octobre 2015).
Si vous disposez d'ouvrages ou d'articles de référence ou si vous connaissez des sites web de qualité traitant du thème abordé ici, merci de compléter l'article en donnant les références utiles à sa vérifiabilité et en les liant à la section « Notes et références ».
La convention d'indemnisation directe et de renonciation à recours en dégâts des eaux (convention CIDRE) est une convention de règlement des sinistres entre compagnies d'assurance et dont l'objet sont les dommages aux biens causés par un dégât des eaux. Le 1er juin 2018, elle est remplacée par la convention IRSI.

## Historique
Créée en 1970, elle a subi diverses modifications jusqu'à sa plus récente version en 2002 (CIDRE 2002).

## Principe
À l'instar de la convention IRSA en automobile, elle régit les modalités de gestion de sinistres en dégâts des eaux entre deux compagnies d'assurance.
Elle permet de minimiser les coûts de gestion en indemnisant plus rapidement la victime, en uniformisant les procédures de règlement ou en limitant les recours entre assureurs.
Il s'agit d'un mode de gestion de sinistre inopposable aux tiers, c'est-à-dire que la convention n'engage que ses adhérents.
La majorité des sinistres en dégâts des eaux sont régis par cette Convention. Seuls les dommages matériels inférieurs à 1600 € hors TVA et les dommages immatériels inférieurs à 800 € hors TVA sont gérés en vertu de la CIDRE 2002. En d'autres termes, seuls les dégâts minimes seront gérés dans le cadre de la Convention. Tout sinistre évalué au-dessus de ces montants devra être traité en vertu d'une autre convention, la CIDE-COP (créée en 1983 et dont la dernière version date de 2003).